# Elisabete Tavares
Elisabete Ribeiro Tavares, coniugata Ansel (Palencia, 7 marzo 1980), è un'ex astista portoghese.
È la maggiore delle sorelle Tavares, Sandra-Helena e Maria Leonor, anche loro astiste.

## Palmarès
| Anno | Manifestazione             | Sede           | Evento           | Risultato | Prestazione | Note |
| ---- | -------------------------- | -------------- | ---------------- | --------- | ----------- | ---- |
| 1997 | Europei juniores           | Lubiana        | Salto con l'asta | 17ª (q)   | 3,30 m      |      |
| 1998 | Camp. ibero-americani      | Lisbona        | Salto con l'asta | 8ª        | 3,40 m      |      |
| 1998 | Mondiali juniores          | Annecy         | Salto con l'asta | 19ª (q)   | 3,65 m      |      |
| 1999 | Europei juniores           | Riga           | Salto con l'asta | 18ª (q)   | 3,40 m      |      |
| 2000 | Europei indoor             | Gand           | Salto con l'asta | nm        | nm          |      |
| 2000 | Camp. ibero-americani      | Rio de Janeiro | Salto con l'asta | Bronzo    | 3,90 m      |      |
| 2001 | Europei under 23           | Amsterdam      | Salto con l'asta | 16ª (q)   | 3,80 m      |      |
| 2003 | Universiadi                | Taegu          | Salto con l'asta | 4ª        | 4,25 m      |      |
| 2004 | Campionati ibero-americani | Huelva         | Salto con l'asta | 11ª       | 3,80 m      |      |
| 2005 | Europei indoor             | Madrid         | Salto con l'asta | 15ª (q)   | 4,30 m      |      |
| 2005 | Mondiali                   | Helsinki       | Salto con l'asta | 25ª (q)   | 4,00 m      |      |
| 2006 | Europei                    | Göteborg       | Salto con l'asta | 21ª (q)   | 4,00 m      |      |
| 2007 | Mondiali                   | Osaka          | Salto con l'asta | 33ª (q)   | 4,05 m      |      |
| 2008 | Mondiali indoor            | Valencia       | Salto con l'asta | 12ª (q)   | 4,25 m      |      |
| 2009 | Europei indoor             | Torino         | Salto con l'asta | 16ª (q)   | 4,05 m      |      |